# 薩塔尼夫
薩塔尼夫（烏克蘭語：Сатанів），又按俄语名译为萨塔诺夫，是位於烏克蘭西部的市級鎮，由赫梅利尼茨基州赫梅利尼茨基區的薩塔尼夫市鎮負責管轄，並為該市鎮的行政中心。該鎮處於茲布魯奇河畔，始建於1404年，面積1.92平方公里，2015年人口2,416，人口密度每平方公里1,258.33人。